# Taiqian
Der Kreis Taiqian (chinesisch 台前县, Pinyin Táiqián Xiàn) ist ein Kreis in der chinesischen Provinz Henan. Er gehört zum Verwaltungsgebiet der bezirksfreien Stadt Puyang. Er hat eine Fläche von 454 Quadratkilometern und zählt 330.400 Einwohner (Stand: Ende 2018). Sein Hauptort ist die Großgemeinde Chengguan (城关镇).

## Administrative Gliederung
Auf Gemeindeebene setzt sich der Kreis aus zwei Großgemeinden und sieben Gemeinden zusammen. 